# Alchemilla brevidens
Alchemilla brevidens är en rosväxtart som beskrevs av Sergei Vasilievich Juzepczuk. Alchemilla brevidens ingår i släktet daggkåpor, och familjen rosväxter. Inga underarter finns listade i Catalogue of Life.